# Tsushima (ögrupp)

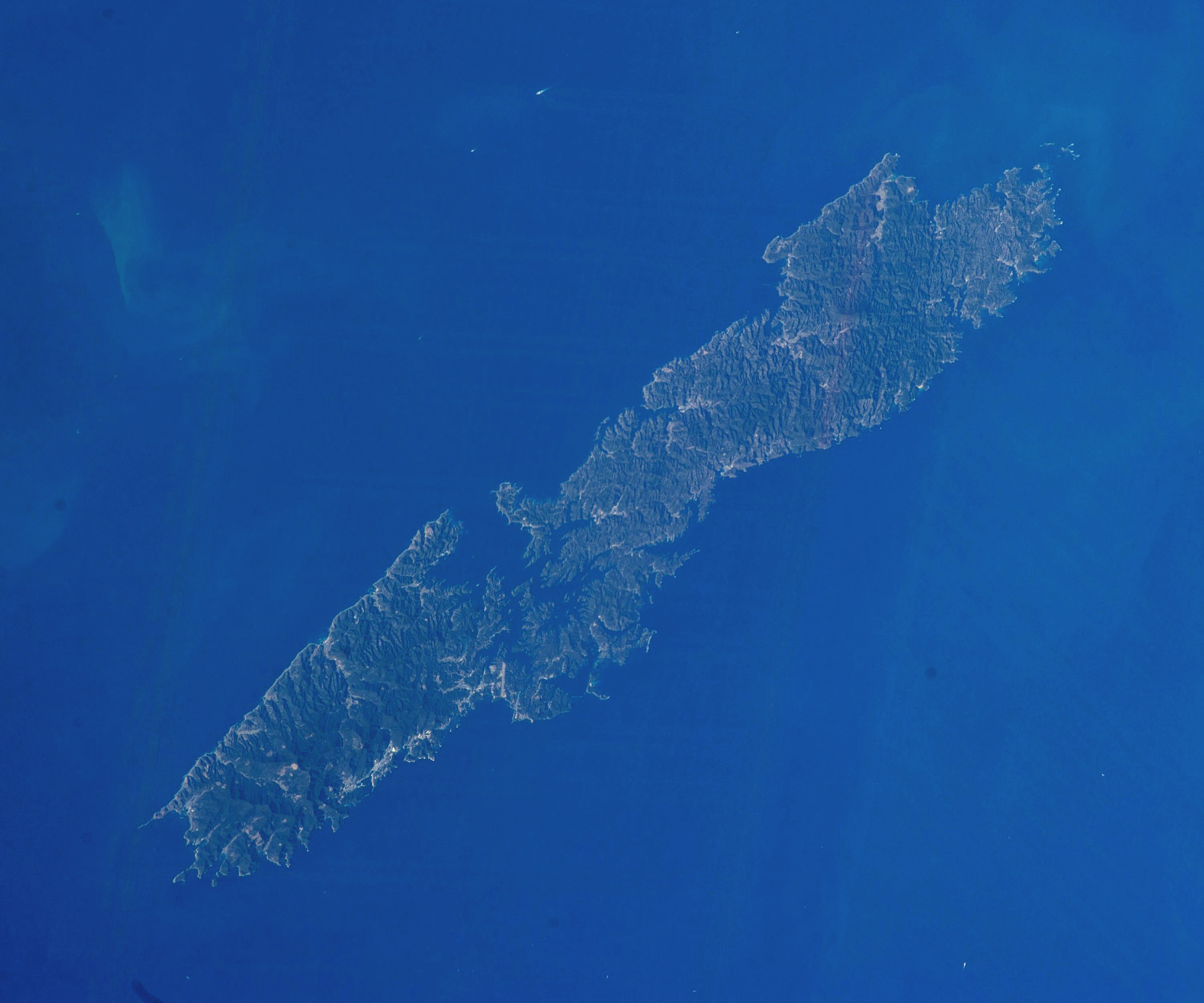
Satellitbild av Tsushima

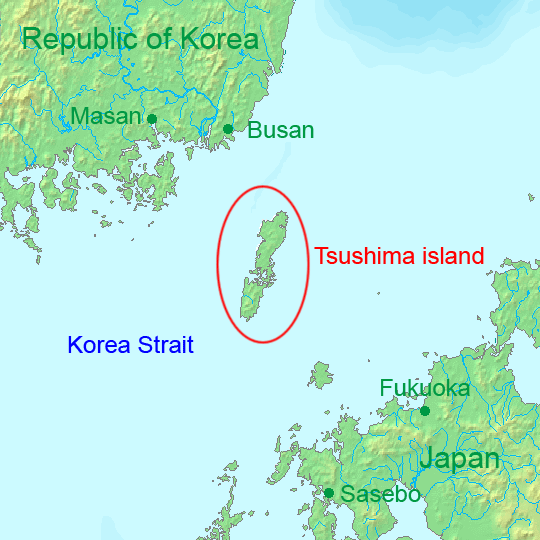
Tsushimas läge i Koreasundet

Tsushima är en japansk ögrupp bestående av två huvudöar, Kamijima i norr och Shimojima i söder samt ett antal mindre öar. Hela ögruppen hör till staden Tsushima i Nagasaki prefektur. Ögruppen är belägen i Koreasundet (Japanska havet), mellan Koreahalvön och Kyushu. Dess totala yta är 709 km² och den har 31 000 invånare (2015).